# (36381) 2000 OW27
2000 OW27 (asteroide 36381) é um asteroide da cintura principal. Possui uma excentricidade de 0.17101940 e uma inclinação de 6.96396º.
Este asteroide foi descoberto no dia 23 de julho de 2000 por LINEAR em Socorro.